# Giuseppe Verdi
Giuseppe Fortunino Francesco Verdi (n. 10 octombrie 1813, Le Roncole⁠(d), Taro⁠(d), Primul Imperiu Francez – d. 27 ianuarie 1901, Milano, Regatul Italiei) a fost un compozitor italian, vestit mai ales pentru creațiile sale în muzica de operă.

## Biografie
Giuseppe Verdi s-a născut la 10 octombrie 1813 în mica localitate Le Roncole, în apropierea Parmei, Italia. La data nașterii sale localitatea aparținea de Departamentul Taro⁠(d) din Imperiul Francez. Acesta a fost motivul pentru care prenumele sale au fost (temporar) francizate în Joseph Fortunin François Verdi. Dominația franceză a dăinuit doar între anii 1808-1814.
Părinții săi, Carlo Giuseppe Verdi și Luigia Uttini, dețineau acolo o mică fermă, Osteria Vecchia.
Încă de copil, Giuseppe ia lecții de muzică de la organistul din comună, făcând exerciții acasă la o spinetta dezacordată (un fel de clavecin). Continuă în felul acesta până când Antonio Barezzi, un comerciant din Busseto iubitor de muzică, prieten al familiei Verdi, îl ia la el în casă și-i plătește lecții de muzică la un nivel mai ridicat. În 1832 se prezintă la conservatorul din Milano, dar este respins pentru că depășise limita de vârstă pentru un student de conservator. Reîntors la Busseto primește postul de maestru de muzică al comunei și se căsătorește în 1836 cu fiica lui Barezzi, Margherita, de la care are doi copii, Virginia și Icilio. Între timp, Verdi începe să compună, orientat încă de acum în direcția muzicii de operă. În 1839 debutează la Teatro alla Scala din Milano cu opera Oberto, conte di San Bonifacio, obținând un oarecare succes, umbrit însă în 1840 de moartea Margheritei, apoi și a celor doi copii. Îndurerat de aceste pierderi, Verdi se reculege și își continuă activitatea componistică cu opera Un giorno di regno, care înregistrează însă un total fiasco. Descurajat, se gândea deja să abandoneze muzica, dar numai doi ani mai târziu, în 1842, obține la Scala un succes triumfal cu opera Nabucco, datorat în parte și interpretării magnifice a sopranei Giuseppina Strepponi, care avea să-l însoțească până către sfârșitul vieții.
Începe o perioadă în care Verdi muncește "ca un ocnaș", cum spunea el însuși, pentru a satisface cererile diverselor teatre de operă din Italia. Între anii 1843 și 1850 compune într-un ritm susținut 13 opere, între altele I Lombardi alla prima crociata (Lombarzii), Ernani, I due Foscari, Macbeth și Luisa Miller. Tot în acest timp ia naștere relația sa cu Giuseppina Strepponi.
În 1848 se mută la Paris. Forța lui creativă este tot mai fecundă, în așa măsură că, din 1851 până în 1853, compune una după alta trei capodopere, cunoscute sub numele de "Trilogia populară", și anume: Rigoletto, Il Trovatore și La Traviata, la care se mai adaugă și I vespri siciliani (Vecerniile siciliene). Succesul acestor opere a fost de nedescris. Împodobit cu faima dobândită, Verdi se stabilește împreună cu Giuseppina Strepponi la proprietatea "Sant'Agata" din Busseto, unde va locui cea mai mare parte a timpului. În 1857 se pune în scenă opera Simon Boccanegra iar în 1859 se reprezintă Bal mascat (Un ballo in maschera). În același an se căsătorește cu Giuseppina Strepponi.
Din 1861, Verdi ia parte și la activitatea politică în Italia, numele lui devenise simbolul mișcării de eliberare a nordului Italiei de sub dominația austriacă, sub conducerea dinastiei de Savoia (V.E.R.D.I. = Vittorio Emanuele Re D ' Italia = Victor Emanuel, regele Italiei). În 1874 este numit senator în parlamentul italian. Nu-și întrerupe activitatea muzicală și dă la iveală opera La forza del destino („Forța destinului”) și Messa di Requiem, celebrată în 1873 la moartea scriitorului Alessandro Manzoni. Pentru festivitățile prilejuite de deschiderea Canalului de Suez în 1869 compune opera Aida. În 1887, este reprezentată capodopera sa Otello iar în 1893, la vârsta de 80 de ani, se inspiră din nou din Shakespeare pentru a compune opera buffă Falstaff, după care se retrage la "Sant'Agata" și își ia adio de la activitatea componistică. După ce în 1897 moare Giuseppina, Verdi se stinge și el din viață la Milano, la 27 ianuarie 1901.

## Opere lirice (titluri originale, locul și data premierei)
- Oberto, conte di San Bonifacio, Teatro alla Scala - Milano, 17 noiembrie 1839
- Un giorno di regno, Teatro alla Scala - Milano, 15 septembrie 1840
- Nabucco, Teatro alla Scala - Milano, 9 martie 1842
- I Lombardi alla prima crociata, Teatro alla Scala - Milano, 11 februarie 1843
- Ernani, Teatro La Fenice - Veneția, 9 martie 1844
- I due Foscari, Teatro Argentina - Roma, 3 noiembrie 1844
- Giovanna d'Arco, Teatro alla Scala - Milano, 15 februarie 1845
- Alzira, Teatro San Carlo - Neapole, 12 august 1845
- Attila, Teatro La Fenice - Veneția, 17 martie 1846
- Macbeth, Teatro La Pergola - Florența, 14 martie 1847
- I masnadieri, Her Majesty's Theatre - Londra, 22 iulie 1847
- Jérusalem, L'Opéra de Paris, 22 noiembrie 1847)
- Il corsaro, Teatro Grande - Trieste, 25 octombrie 1848
- La battaglia di Legnano, Teatro Argentina - Roma, 27 ianuarie 1848
- Luisa Miller, Teatro San Carlo - Neapole, 8 decembrie 1849
- Stiffelio, Teatro Grande - Trieste, 16 noiembrie 1850
- Rigoletto, Teatro La Fenice - Veneția, 11 martie 1851
- Il Trovatore, Teatro Apollo - Roma, 19 ianuarie 1853
- La Traviata, Teatro La Fenice - Veneția, 6 martie 1853
- I vespri siciliani ("Vecerniile siciliene"), L'Opéra de Paris, 13 iunie 1855
- Simon Boccanegra, Teatro La Fenice - Veneția, 12 martie 1857
- Aroldo, Teatro Nuovo - Rimini, 16 august 1857
- Un ballo in maschera, Teatro Apollo - Roma, 17 februarie 1859
- Forța destinului (La forza del destino), Teatrul Imperial - Sankt Petersburg, 10 noiembrie 1862
- Don Carlos, L'Opéra de Paris, 11 martie 1867
- Aida, Teatrul de Operă - Cairo, 24 decembrie 1871
- Otello, Teatro alla Scala - Milano, 5 februarie 1887
- Falstaff, Teatro alla Scala - Milano, 9 februarie 1893

## Alte compoziții
- Cvartet de coarde, în Mi minor (1873)
- Messa da Requiem (1874)
- Quattro pezzi sacri (1898)

## Galerie de imagini

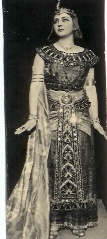
Cântăreața Maria Moreanu în rolul lui Amneris din opera "Aida"